# Szaturnusz-díj a legjobb férfi mellékszereplőnek
A legjobb férfi mellékszereplőnek járó Szaturnusz-díjat évente adja át az Academy of Science Fiction, Fantasy & Horror Films szervezet. A díjjal a mozifilmes sci-fi, fantasy és horror-szerepléseket jutalmazzák, az 1976-os, 3. díjátadó óta.
A díjat két alkalommal csupán Burgess Meredith, Ian McKellen és Andy Serkis nyerte meg. Egyazon alakításáért kizárólag Javier Bardemnek, Heath Ledgernek és Ke Huy Quannak ítélték oda a legjobb férfi mellékszereplőnek járó Szaturnusz-díjat és a legjobb férfi mellékszereplőnek járó Oscar-díjat is.

## Győztesek és jelöltek
Győztes színész
- – Oscar-nyertes színész ugyanebben a kategóriában.
- – Oscarra jelölt színész ugyanebben a kategóriában.
- † – posztumusz jelölés

(MEGJEGYZÉS: Az Év oszlop az adott művek megjelenési évére utal, a tényleges díjátadó ceremóniát a következő évben rendezték meg.)

### 1970-es évek
| Év               | Színész                                   | Színész                            | Szerep                             | Magyar cím              | Eredeti cím        |
| 1974/75 3. gála  |                                           |                                    |                                    |                         |                    |
| ---------------- | ----------------------------------------- | ---------------------------------- | ---------------------------------- | ----------------------- | ------------------ |
| 1974/75 3. gála  |                                           | Marty Feldman                      | Igor                               | Az ifjú Frankenstein    | Young Frankenstein |
| 1976 4. gála     |                                           |                                    |                                    |                         |                    |
|                  | Jay Robinson                              | Drakula gróf                       |                                    | Train Ride to Hollywood |                    |
| 1977 5. gála     |                                           |                                    |                                    |                         |                    |
|                  | Alec Guinness                             | Obi-Wan Kenobi                     | Star Wars IV. rész – Egy új remény | Star Wars               |                    |
| Red Buttons      | Hoagy                                     | Peti sárkánya                      | Pete's Dragon                      |                         |                    |
| Peter Cushing    | Wilhuff Tarkin                            | Star Wars IV. rész – Egy új remény | Star Wars                          |                         |                    |
| Burgess Meredith | Charles Chazen                            | Az őrszem                          | The Sentinel                       |                         |                    |
| Woody Strode     | Walter Colby                              |                                    | Kingdom of the Spiders             |                         |                    |
| 1978 6. gála     |                                           |                                    |                                    |                         |                    |
|                  | Burgess Meredith                          | Ben Greene                         | A mágus – Rémisztő Love Story      | Magic                   |                    |
| Michael Ansara   | John Singing Rock                         | Indián démon                       | The Manitou                        |                         |                    |
| Michael Jackson  | Madárijesztő                              | A Wiz                              | The Wiz                            |                         |                    |
| James Mason      | Mr. Jordan                                | Ép testben épp, hogy élek          | Heaven Can Wait                    |                         |                    |
| Leonard Nimoy    | Dr. David Kibner                          | A testrablók támadása              | Invasion of the Body Snatchers     |                         |                    |
| 1979 7. gála     |                                           |                                    |                                    |                         |                    |
|                  | Arte Johnson                              | Renfield                           | Szerelem első harapásra            | Love at First Bite      |                    |
| Richard Kiel     | Cápa (Jaws)                               | Moonraker – Holdkelte              | Moonraker                          |                         |                    |
| Leonard Nimoy    | Spock                                     | Star Trek: Csillagösvény           | Star Trek: The Motion Picture      |                         |                    |
| Donald Pleasence | John Seward                               | Drakula                            | Dracula                            |                         |                    |
| David Warner     | John Leslie Stevenson / Hasfelmetsző Jack | Időről időre                       | Time After Time                    |                         |                    |

### 1980-as évek
| Év                 | Színész                                | Színész                                      | Szerep                                                     | Magyar cím                  | Eredeti cím |
| 1980 8. gála       |                                        |                                              |                                                            |                             |             |
| ------------------ | -------------------------------------- | -------------------------------------------- | ---------------------------------------------------------- | --------------------------- | ----------- |
| 1980 8. gála       |                                        | Scatman Crothers                             | Dick Hallorann                                             | Ragyogás                    | The Shining |
| 1980 8. gála       | Melvyn Douglas                         | Joseph Carmichael szenátor                   | Az elcserélt gyermek                                       | The Changeling              |             |
| 1980 8. gála       | Martin Gabel                           | Christopher Langley                          | Az első halálos bűn                                        | The First Deadly Sin        |             |
| 1980 8. gála       | Max von Sydow                          | Ming uralkodó                                | Flash Gordon                                               | Flash Gordon                |             |
| 1980 8. gála       | Billy Dee Williams                     | Lando Calrissian                             | Star Wars V. rész – A Birodalom visszavág                  | The Empire Strikes Back     |             |
| 1981 9. gála       |                                        |                                              |                                                            |                             |             |
|                    | Burgess Meredith                       | Ammon                                        | Titánok harca                                              | Clash of the Titans         |             |
| Paul Freeman       | Dr. René Belloq                        | Az elveszett frigyláda fosztogatói           | Raiders of the Lost Ark                                    |                             |             |
| Ralph Richardson   | Ulrich of Craggenmoor                  | A sárkányölő                                 | Dragonslayer                                               |                             |             |
| Craig Warnock      | Kevin                                  | Időbanditák                                  | Time Bandits                                               |                             |             |
| Nicol Williamson   | Merlin                                 | Excalibur                                    | Excalibur                                                  |                             |             |
| 1982 10. gála      |                                        |                                              |                                                            |                             |             |
|                    | Richard Lynch                          | Titus Cromwell                               | Talen kardja – Harc a mágia ellen                          | The Sword and the Sorcerer  |             |
| Rutger Hauer       | Roy Batty                              | Szárnyas fejvadász                           | Blade Runner                                               |                             |             |
| Walter Koenig      | Pavel Chekov                           | Űrszekerek II: A Khan bosszúja               | Star Trek II: The Wrath of Khan                            |                             |             |
| Roddy McDowall     | Terry Corrigan                         | Az erőszak iskolája                          | Class of 1984                                              |                             |             |
| Bruce Spence       | Repülő Kapitány                        | Mad Max 2.                                   | Mad Max 2: The Road Warrior                                |                             |             |
| 1983 11. gála      |                                        |                                              |                                                            |                             |             |
|                    | John Lithgow                           | John Valentine                               | Homályzóna (4. szegmens)                                   | Twilight Zone: The Movie    |             |
| Scatman Crothers   | Mr. Bloom                              | Homályzóna (2. szegmens)                     | Twilight Zone: The Movie                                   |                             |             |
| Jonathan Pryce     | Mr. Dark                               | Gonosz lélek közeleg                         | Something Wicked This Way Comes                            |                             |             |
| Billy Dee Williams | Lando Calrissian                       | Star Wars VI. rész – A Jedi visszatér        | Return of the Jedi                                         |                             |             |
| John Wood          | Dr. Stephen Falken                     | Háborús játékok                              | WarGames                                                   |                             |             |
| 1984 12. gála      |                                        |                                              |                                                            |                             |             |
|                    | Tracey Walter                          | Miller                                       | Segítő kezek                                               | Repo Man                    |             |
| John Candy         | Freddie Bauer                          | Csobbanás                                    | Splash                                                     |                             |             |
| John Lithgow       | Dr. Emilio Lizardo / Lord John Whorfin | Nyomul a nyolcadik dimenzió                  | The Adventures of Buckaroo Banzai Across the 8th Dimension |                             |             |
| Dick Miller        | Murray Futterman                       | Szörnyecskék                                 | Gremlins                                                   |                             |             |
| Robert Preston     | Centauri                               | Az utolsó csillagharcos                      | The Last Starfighter                                       |                             |             |
| 1985 13. gála      |                                        |                                              |                                                            |                             |             |
|                    | Roddy McDowall                         | Peter Vincent                                | Veszélyes éj                                               | Fright Night                |             |
| Crispin Glover     | George McFly                           | Vissza a jövőbe                              | Back to the Future                                         |                             |             |
| Christopher Lloyd  | Dr. Emmett Brown                       | Vissza a jövőbe                              | Back to the Future                                         |                             |             |
| Joel Grey          | Chiun                                  | Fegyvertelen, de veszélyes                   | Remo Williams: The Adventure Begins                        |                             |             |
| Ian Holm           | Charles L. Dodgson / Lewis Carroll     | Álomgyermek                                  | Dreamchild                                                 |                             |             |
| 1986 14. gála      |                                        |                                              |                                                            |                             |             |
|                    | Bill Paxton                            | William Hudson közlegény                     | A bolygó neve: Halál                                       | Aliens                      |             |
| James Doohan       | Scotty                                 | Star Trek IV: A hazatérés                    | Star Trek IV: The Voyage Home                              |                             |             |
| Walter Koenig      | Pavel Chekov                           | Star Trek IV: A hazatérés                    | Star Trek IV: The Voyage Home                              |                             |             |
| Clu Gulager        | Mason Rand                             |                                              | Hunter's Blood                                             |                             |             |
| Richard Moll       | Big Ben                                | A ház                                        | House                                                      |                             |             |
| 1987 15. gála      |                                        |                                              |                                                            |                             |             |
|                    | Richard Dawson                         | Damon Killian                                | A menekülő ember                                           | The Running Man             |             |
| Robert De Niro     | Louis Cyphre                           | Angyalszív                                   | Angel Heart                                                |                             |             |
| Robert Englund     | Freddy Krueger                         | Rémálom az Elm utcában 3. – Álomharcosok     | A Nightmare on Elm Street 3: Dream Warriors                |                             |             |
| Barnard Hughes     | nagyapa                                | Az elveszett fiúk                            | The Lost Boys                                              |                             |             |
| Bill Paxton        | Severen                                | Alkonytájt                                   | Near Dark                                                  |                             |             |
| Duncan Regehr      | Drakula gróf                           | A szörnycsapat                               | The Monster Squad                                          |                             |             |
| 1988 16. gála      |                                        |                                              |                                                            |                             |             |
|                    | Robert Loggia                          | MacMillan                                    | Segítség, felnőttem!                                       | Big                         |             |
| Robert Englund     | Freddy Krueger                         | Rémálom az Elm utcában 4. – Az álmok ura     | A Nightmare on Elm Street 4: The Dream Master              |                             |             |
| Jack Gilford       | Bernie Lefkowitz                       | Selyemgubó 2. – A visszatérés                | Cocoon: The Return                                         |                             |             |
| Michael Keaton     | Betelgeuse                             | Beetlejuice – Kísértethistória               | Beetlejuice                                                |                             |             |
| Christopher Lloyd  | Doom vizsgálóbíró                      | Roger nyúl a pácban                          | Who Framed Roger Rabbit                                    |                             |             |
| Mandy Patinkin     | Samuel 'George' Francisco nyomozó      | Földönkívüli zsaru                           | Alien Nation                                               |                             |             |
| 1989/90 17. gála   |                                        |                                              |                                                            |                             |             |
|                    | Thomas F. Wilson                       | Buford "Mad Dog" Tannen / Biff Tannen        | Vissza a jövőbe III.                                       | Back to the Future Part III |             |
| Jeffrey Combs      | Dr. Herbert West                       | Re-Animator 2. – Az újraélesztő menyasszonya | Bride of Re-Animator                                       |                             |             |
| Brad Dourif        | Gemini-gyilkos                         | Ördögűző 3.                                  | The Exorcist III                                           |                             |             |
| Larry Drake        | Robert G. Durant                       | Darkman                                      | Darkman                                                    |                             |             |
| John Glover        | Daniel Clamp                           | Szörnyecskék 2. – Az új falka                | Gremlins 2: The New Batch                                  |                             |             |
| Robert Picardo     | Forster                                | Szörnyecskék 2. – Az új falka                | Gremlins 2: The New Batch                                  |                             |             |
| Tony Goldwyn       | Carl Bruner                            | Ghost                                        | Ghost                                                      |                             |             |
| John Goodman       | Delbert McClintock                     | Arachnophobia – Pókiszony                    | Arachnophobia                                              |                             |             |
| Al Pacino          | Alphonse "Nagymenő" Caprice            | Dick Tracy                                   | Dick Tracy                                                 |                             |             |

### 1990-es évek
| Év                   | Színész                          | Színész                             | Szerep                                    | Magyar cím                    | Eredeti cím                |
| 1991 18. gála        |                                  |                                     |                                           |                               |                            |
| -------------------- | -------------------------------- | ----------------------------------- | ----------------------------------------- | ----------------------------- | -------------------------- |
| 1991 18. gála        |                                  | William Sadler                      | Kaszás                                    | Bill és Ted haláli túrája     | Bill & Ted's Bogus Journey |
| 1991 18. gála        | Alan Arkin                       | Bill Boggs                          | Ollókezű Edward                           | Edward Scissorhands           |                            |
| 1991 18. gála        | Patrick Bergin                   | Martin Burney                       | Egy ágyban az ellenséggel                 | Sleeping with the Enemy       |                            |
| 1991 18. gála        | Wayne Newton                     | Jackie Chrome                       |                                           | The Dark Backward             |                            |
| 1991 18. gála        | Robert Patrick                   | T-1000                              | Terminátor 2. – Az ítélet napja           | Terminator 2: Judgment Day    |                            |
| 1991 18. gála        | Alan Rickman                     | Nottingham seriffje                 | Robin Hood, a tolvajok fejedelme          | Robin Hood: Prince of Thieves |                            |
| 1992 19. gála        |                                  |                                     |                                           |                               |                            |
|                      | Robin Williams                   | Dzsinn (hangja)                     | Aladdin                                   | Aladdin                       |                            |
| Danny DeVito         | Oswald Cobblepot / Pingvin       | Batman visszatér                    | Batman Returns                            |                               |                            |
| Charles S. Dutton    | Leonard Dillon                   | A végső megoldás: Halál             | Alien 3                                   |                               |                            |
| Anthony Hopkins      | Abraham Van Helsing professzor   | Drakula                             | Bram Stoker's Dracula                     |                               |                            |
| Sam Neill            | David Jenkins                    | Semmit a szemnek                    | Memoirs of an Invisible Man               |                               |                            |
| Kevin Spacey         | Eddy Otis                        | Felelősségük teljes tudatában       | Consenting Adults                         |                               |                            |
| Ray Wise             | Leland Palmer                    | Twin Peaks – Tűz, jöjj velem!       | Twin Peaks: Fire Walk with Me             |                               |                            |
| 1993 20. gála        |                                  |                                     |                                           |                               |                            |
|                      | Lance Henriksen                  | Emil Fouchon                        | Tökéletes célpont                         | Hard Target                   |                            |
| Jeff Goldblum        | Dr. Ian Malcolm                  | Jurassic Park                       | Jurassic Park                             |                               |                            |
| Wayne Knight         | Dennis Nedry                     | Jurassic Park                       | Jurassic Park                             |                               |                            |
| Charles Grodin       | Harrison Winslow                 | Lelkük rajta                        | Heart and Souls                           |                               |                            |
| Tom Sizemore         | Milo Peck                        | Lelkük rajta                        | Heart and Souls                           |                               |                            |
| John Malkovich       | Mitch Leary                      | Célkeresztben                       | In the Line of Fire                       |                               |                            |
| J. T. Walsh          | Danforth "Buster" Keeton III     | Hasznos holmik                      | Needful Things                            |                               |                            |
| 1994 21. gála        |                                  |                                     |                                           |                               |                            |
|                      | Gary Sinise                      | Dan Taylor hadnagy                  | Forrest Gump                              | Forrest Gump                  |                            |
| Richard Attenborough | Kris Kringle                     | Csoda New Yorkban                   | Miracle on 34th Street                    |                               |                            |
| Robert De Niro       | Frankenstein teremtménye         | Frankenstein                        | Mary Shelley's Frankenstein               |                               |                            |
| Raúl Juliá †         | M. Bison                         | Street Fighter – Harc a végsőkig    | Street Fighter                            |                               |                            |
| Bill Paxton          | Simon                            | True Lies – Két tűz között          | True Lies                                 |                               |                            |
| James Spader         | Stewart Swinton                  | Farkas                              | Wolf                                      |                               |                            |
| 1995 22. gála        |                                  |                                     |                                           |                               |                            |
|                      | Brad Pitt                        | Jeffrey Goines                      | 12 majom                                  | 12 Monkeys                    |                            |
| Harvey Keitel        | Jacob Fuller                     | Alkonyattól pirkadatig              | From Dusk till Dawn                       |                               |                            |
| Quentin Tarantino    | Richie Gecko                     | Alkonyattól pirkadatig              | From Dusk till Dawn                       |                               |                            |
| Val Kilmer           | Chris Shiherlis                  | Szemtől szemben                     | Heat                                      |                               |                            |
| Tim Roth             | Archibald Cunningham             | Rob Roy                             | Rob Roy                                   |                               |                            |
| Christopher Walken   | Gábriel                          | Angyalok háborúja                   | The Prophecy                              |                               |                            |
| 1996 23. gála        |                                  |                                     |                                           |                               |                            |
|                      | Brent Spiner                     | Data                                | Star Trek: Kapcsolatfelvétel              | Star Trek: First Contact      |                            |
| Jeffrey Combs        | Milton Dammers                   | Törjön ki a frász!                  | The Frighteners                           |                               |                            |
| Edward Norton        | Aaron Stampler                   | Legbelső félelem                    | Primal Fear                               |                               |                            |
| Joe Pantoliano       | Caesar                           | Fülledtség                          | Bound                                     |                               |                            |
| Brent Spiner         | Dr. Brackish Okun                | A függetlenség napja                | Independence Day                          |                               |                            |
| Skeet Ulrich         | Billy Loomis                     | Sikoly                              | Scream                                    |                               |                            |
| 1997 24. gála        |                                  |                                     |                                           |                               |                            |
|                      | Vincent D’Onofrio                | Edgar                               | Men in Black – Sötét zsaruk               | Men in Black                  |                            |
| Steve Buscemi        | Garland Greene                   | Con Air – A fegyencjárat            | Con Air                                   |                               |                            |
| Robert Forster       | Max Cherry                       | Jackie Brown                        | Jackie Brown                              |                               |                            |
| Will Patton          | Bethlehem tábornok               | A jövő hírnöke                      | The Postman                               |                               |                            |
| Pete Postlethwaite   | Roland Tembo                     | Az elveszett világ: Jurassic Park   | The Lost World: Jurassic Park             |                               |                            |
| J. T. Walsh          | Warren "Red" Barr                | A félelem országútján               | Breakdown                                 |                               |                            |
| 1998 25. gála        |                                  |                                     |                                           |                               |                            |
|                      | Ian McKellen                     | Kurt Dussander / Arthur Denker      | Stephen King: Az eminens                  | Apt Pupil                     |                            |
| Ben Affleck          | A. J. Frost                      | Armageddon                          | Armageddon                                |                               |                            |
| Dennis Franz         | Nathaniel Messinger              | Angyalok városa                     | City of Angels                            |                               |                            |
| Ed Harris            | Christof                         | Truman Show                         | The Truman Show                           |                               |                            |
| Gary Oldman          | Dr. Zachary Smith / Spider Smith | Lost in Space – Elveszve az űrben   | Lost in Space                             |                               |                            |
| Billy Bob Thornton   | Jacob Mitchell                   | Szimpla ügy                         | A Simple Plan                             |                               |                            |
| 1999 26. gála        |                                  |                                     |                                           |                               |                            |
|                      | Michael Clarke Duncan            | John Coffey                         | Halálsoron                                | The Green Mile                |                            |
| Laurence Fishburne   | Morpheus                         | Mátrix                              | The Matrix                                |                               |                            |
| Jude Law             | Dickie Greenleaf                 | A tehetséges Mr. Ripley             | The Talented Mr. Ripley                   |                               |                            |
| Ewan McGregor        | Obi-Wan Kenobi                   | Star Wars I. rész – Baljós árnyak   | Star Wars: Episode I – The Phantom Menace |                               |                            |
| Alan Rickman         | Alexander Dane / Dr. Lazarus     | Galaxy Quest – Galaktitkos küldetés | Galaxy Quest                              |                               |                            |
| Christopher Walken   | A hesseni fej nélküli lovas      | Az Álmosvölgy legendája             | Sleepy Hollow                             |                               |                            |

### 2000-es évek
| Év                     | Színész                         | Színész                                       | Szerep                                                 | Magyar cím                                        | Eredeti cím           |
| 2000 27. gála          |                                 |                                               |                                                        |                                                   |                       |
| ---------------------- | ------------------------------- | --------------------------------------------- | ------------------------------------------------------ | ------------------------------------------------- | --------------------- |
| 2000 27. gála          |                                 | Willem Dafoe                                  | Max Schreck                                            | A vámpír árnyéka                                  | Shadow of the Vampire |
| 2000 27. gála          | Jason Alexander                 | Borisz Rosszalkov (Boris Badenov)             | Rocky és Bakacsin kalandjai                            | The Adventures of Rocky and Bullwinkle            |                       |
| 2000 27. gála          | Dennis Quaid                    | Frank Sullivan                                | Frekvencia                                             | Frequency                                         |                       |
| 2000 27. gála          | Giovanni Ribisi                 | Buddy Cole                                    | Rossz álmok                                            | The Gift                                          |                       |
| 2000 27. gála          | Will Smith                      | Bagger Vance                                  | Bagger Vance legendája                                 | The Legend of Bagger Vance                        |                       |
| 2000 27. gála          | Patrick Stewart                 | Charles Xavier professzor                     | X-Men – A kívülállók                                   | X-Men                                             |                       |
| 2001 28. gála          |                                 |                                               |                                                        |                                                   |                       |
|                        | Ian McKellen                    | Gandalf                                       | A Gyűrűk Ura: A Gyűrű Szövetsége                       | The Lord of the Rings: The Fellowship of the Ring |                       |
| Robbie Coltrane        | Rubeus Hagrid                   | Harry Potter és a bölcsek köve                | Harry Potter and the Philosopher's Stone               |                                                   |                       |
| Mark Dacascos          | Mani                            | Farkasok szövetsége                           | Brotherhood of the Wolf                                |                                                   |                       |
| Eddie Murphy           | Szamár (hangja)                 | Shrek                                         | Shrek                                                  |                                                   |                       |
| Jeremy Piven           | Dean Kansky                     | Szerelem a végzeten                           | Serendipity                                            |                                                   |                       |
| Tim Roth               | Thade tábornok                  | A majmok bolygója                             | Planet of the Apes                                     |                                                   |                       |
| 2002 29. gála          |                                 |                                               |                                                        |                                                   |                       |
|                        | Andy Serkis                     | Gollam                                        | A Gyűrűk Ura: A két torony                             | The Lord of the Rings: The Two Towers             |                       |
| Ralph Fiennes          | Francis Dolarhyde               | A vörös sárkány                               | Red Dragon                                             |                                                   |                       |
| Tom Hardy              | Praetor Shinzon                 | Star Trek – Nemezis                           | Star Trek: Nemesis                                     |                                                   |                       |
| Toby Stephens          | Gustav Graves                   | Halj meg máskor                               | Die Another Day                                        |                                                   |                       |
| Max von Sydow          | Lamar Burgess                   | Különvélemény                                 | Minority Report                                        |                                                   |                       |
| Robin Williams         | Walter Finch                    | Álmatlanság                                   | Insomnia                                               |                                                   |                       |
| 2003 30. gála          |                                 |                                               |                                                        |                                                   |                       |
|                        | Sean Astin                      | Csavardi Samu                                 | A Gyűrűk Ura: A király visszatér                       | The Lord of the Rings: The Return of the King     |                       |
| Sonny Chiba            | Hattori Hanzō                   | Kill Bill 1.                                  | Kill Bill: Volume 1                                    |                                                   |                       |
| Ian McKellen           | Gandalf                         | A Gyűrűk Ura: A király visszatér              | The Lord of the Rings: The Return of the King          |                                                   |                       |
| Andy Serkis            | Gollam                          | A Gyűrűk Ura: A király visszatér              | The Lord of the Rings: The Return of the King          |                                                   |                       |
| Geoffrey Rush          | Barbossa kapitány               | A Karib-tenger kalózai: A Fekete Gyöngy átka  | Pirates of the Caribbean: The Curse of the Black Pearl |                                                   |                       |
| Vatanabe Ken           | Katsumoto Moritsugu             | Az utolsó szamuráj                            | The Last Samurai                                       |                                                   |                       |
| 2004 31. gála          |                                 |                                               |                                                        |                                                   |                       |
|                        | David Carradine                 | Bill                                          | Kill Bill 2.                                           | Kill Bill: Volume 2                               |                       |
| Alfred Molina          | Dr. Otto Octavius / Dr. Octopus | Pókember 2.                                   | Spider-Man 2                                           |                                                   |                       |
| Gary Oldman            | Sirius Black                    | Harry Potter és az azkabani fogoly            | Harry Potter and the Prisoner of Azkaban               |                                                   |                       |
| Giovanni Ribisi        | Dex                             | Sky kapitány és a holnap világa               | Sky Captain and the World of Tomorrow                  |                                                   |                       |
| Liev Schreiber         | Raymond Shaw                    | A mandzsúriai jelölt                          | The Manchurian Candidate                               |                                                   |                       |
| John Turturro          | John Shooter                    | A titkos ablak                                | Secret Window                                          |                                                   |                       |
| 2005 32. gála          |                                 |                                               |                                                        |                                                   |                       |
|                        | Mickey Rourke                   | Marv                                          | Sin City – A bűn városa                                | Sin City                                          |                       |
| William Hurt           | Richie Cusack                   | Erőszakos múlt                                | A History of Violence                                  |                                                   |                       |
| Val Kilmer             | Gay Perry                       | Durr, durr és csók                            | Kiss Kiss Bang Bang                                    |                                                   |                       |
| Ian McDiarmid          | Sheev Palpatine / Darth Sidious | Star Wars III. rész – A Sith-ek bosszúja      | Star Wars: Episode III – Revenge of the Sith           |                                                   |                       |
| Cillian Murphy         | Jackson Rippner                 | Éjszakai járat                                | Red Eye                                                |                                                   |                       |
| Liam Neeson            | Henri Ducard / Rasz al-Gúl      | Batman: Kezdődik!                             | Batman Begins                                          |                                                   |                       |
| 2006 33. gála          |                                 |                                               |                                                        |                                                   |                       |
|                        | Ben Affleck                     | George Reeves                                 | Hollywoodland                                          | Hollywoodland                                     |                       |
| Kelsey Grammer         | Dr. Hank McCoy / Bestia         | X-Men: Az ellenállás vége                     | X-Men: The Last Stand                                  |                                                   |                       |
| Philip Seymour Hoffman | Owen Davian                     | Mission: Impossible III                       | Mission: Impossible III                                |                                                   |                       |
| Sergi López            | Vidal kapitány                  | A faun labirintusa                            | Pan's Labyrinth                                        |                                                   |                       |
| James Marsden          | Richard White                   | Superman visszatér                            | Superman Returns                                       |                                                   |                       |
| Bill Nighy             | Davy Jones                      | A Karib-tenger kalózai: Holtak kincse         | Pirates of the Caribbean: Dead Man's Chest             |                                                   |                       |
| 2007 34. gála          |                                 |                                               |                                                        |                                                   |                       |
|                        | Javier Bardem                   | Anton Chigurh                                 | Nem vénnek való vidék                                  | No Country for Old Men                            |                       |
| Ben Foster             | Charlie Prince                  | Börtönvonat Yumába                            | 3:10 to Yuma                                           |                                                   |                       |
| James Franco           | Harry Osborn / Új Manó          | Pókember 3.                                   | Spider-Man 3                                           |                                                   |                       |
| Justin Long            | Matthew "Matt" Farrell          | Die Hard 4.0 – Legdrágább az életed           | Live Free or Die Hard                                  |                                                   |                       |
| Alan Rickman           | Turpin bíró                     | Sweeney Todd, a Fleet Street démoni borbélya  | Sweeney Todd: The Demon Barber of Fleet Street         |                                                   |                       |
| David Wenham           | Diliosz                         | 300                                           | 300                                                    |                                                   |                       |
| 2008 35. gála          |                                 |                                               |                                                        |                                                   |                       |
|                        | Heath Ledger †                  | Joker                                         | A sötét lovag                                          | The Dark Knight                                   |                       |
| Jeff Bridges           | Obadiah Stane                   | A Vasember                                    | Iron Man                                               |                                                   |                       |
| Aaron Eckhart          | Harvey Dent / Kétarc            | A sötét lovag                                 | The Dark Knight                                        |                                                   |                       |
| Woody Harrelson        | Roy                             | Transz-Szibéria                               | Transsiberian                                          |                                                   |                       |
| Shia LaBeouf           | Mutt Williams                   | Indiana Jones és a kristálykoponya királysága | Indiana Jones and the Kingdom of the Crystal Skull     |                                                   |                       |
| Bill Nighy             | Friedrich Olbricht tábornok     | Valkűr                                        | Valkyrie                                               |                                                   |                       |
| 2009 36. gála          |                                 |                                               |                                                        |                                                   |                       |
|                        | Stephen Lang                    | Miles Quaritch ezredes                        | Avatar                                                 | Avatar                                            |                       |
| Woody Harrelson        | Tallahassee                     | Zombieland                                    | Zombieland                                             |                                                   |                       |
| Frank Langella         | Arlington Steward               | A doboz                                       | The Box                                                |                                                   |                       |
| Jude Law               | Dr. John Watson                 | Sherlock Holmes                               | Sherlock Holmes                                        |                                                   |                       |
| Stanley Tucci          | George Harvey                   | Komfortos mennyország                         | The Lovely Bones                                       |                                                   |                       |
| Christoph Waltz        | Hans Landa ezredes              | Becstelen brigantyk                           | Inglourious Basterds                                   |                                                   |                       |

### 2010-es évek
| Év                       | Színész              | Színész                                | Magyar cím                                    | Eredeti cím                               | Szerep                                   |
| ------------------------ | -------------------- | -------------------------------------- | --------------------------------------------- | ----------------------------------------- | ---------------------------------------- |
| 2010 (37. díjátadó)      |                      | Andrew Garfield                        | Ne engedj el!                                 | Never Let Me Go                           | Tommy                                    |
| 2010 (37. díjátadó)      | Christian Bale       | A harcos                               | The Fighter                                   | Dicky Eklund                              |                                          |
| 2010 (37. díjátadó)      | Tom Hardy            | Eredet                                 | Inception                                     | Eames                                     |                                          |
| 2010 (37. díjátadó)      | Garrett Hedlund      | Tron: Örökség                          | Tron: Legacy                                  | Sam Flynn                                 |                                          |
| 2010 (37. díjátadó)      | John Malkovich       | RED                                    | Red                                           | Marvin Boggs                              |                                          |
| 2010 (37. díjátadó)      | Mark Ruffalo         | Viharsziget                            | Shutter Island                                | Chuck Aule / Dr. Lester Sheehan           |                                          |
| 2011 (38. díjátadó)      |                      | Andy Serkis                            | A majmok bolygója: Lázadás                    | Rise of the Planet of the Apes            | Caesar                                   |
| 2011 (38. díjátadó)      | Ralph Fiennes        | Harry Potter és a Halál ereklyéi 2.    | Harry Potter and the Deathly Hallows – Part 2 | Lord Voldemort                            |                                          |
| 2011 (38. díjátadó)      | Alan Rickman         | Harry Potter és a Halál ereklyéi 2.    | Harry Potter and the Deathly Hallows – Part 2 | Perselus Piton (Severus Snape)            |                                          |
| 2011 (38. díjátadó)      | Harrison Ford        | Cowboyok és űrlények                   | Cowboys & Aliens                              | Woodrow Dolarhyde ezredes                 |                                          |
| 2011 (38. díjátadó)      | Tom Hiddleston       | Thor                                   | Thor                                          | Loki                                      |                                          |
| 2011 (38. díjátadó)      | Stanley Tucci        | Amerika Kapitány: Az első bosszúálló   | Captain America: The First Avenger            | Dr. Abraham Erskine                       |                                          |
| 2012 (39. díjátadó)      |                      | Clark Gregg                            | Bosszúállók                                   | The Avengers                              | Phil Coulson ügynök                      |
| 2012 (39. díjátadó)      | Javier Bardem        | Skyfall                                | Skyfall                                       | Raoul Silva                               |                                          |
| 2012 (39. díjátadó)      | Michael Fassbender   | Prometheus                             | Prometheus                                    | David 8                                   |                                          |
| 2012 (39. díjátadó)      | Joseph Gordon-Levitt | A sötét lovag – Felemelkedés           | The Dark Knight Rises                         | John Blake                                |                                          |
| 2012 (39. díjátadó)      | Ian McKellen         | A hobbit: Váratlan utazás              | The Hobbit: An Unexpected Journey             | Gandalf                                   |                                          |
| 2012 (39. díjátadó)      | Christoph Waltz      | Django elszabadul                      | Django Unchained                              | Dr. King Schultz                          |                                          |
| 2013 (40. díjátadó)      |                      | Ben Kingsley                           | Vasember 3.                                   | Iron Man 3                                | Trevor Slattery                          |
| 2013 (40. díjátadó)      | Daniel Brühl         | Hajsza a győzelemért                   | Rush                                          | Niki Lauda                                |                                          |
| 2013 (40. díjátadó)      | George Clooney       | Gravitáció                             | Gravity                                       | Matt Kowalski                             |                                          |
| 2013 (40. díjátadó)      | Benedict Cumberbatch | Star Trek – Sötétségben                | Star Trek Into Darkness                       | John Harrison / Khan                      |                                          |
| 2013 (40. díjátadó)      | Harrison Ford        | Végjáték                               | Ender's Game                                  | Graff ezredes                             |                                          |
| 2013 (40. díjátadó)      | Tom Hiddleston       | Thor: Sötét világ                      | Thor: The Dark World                          | Loki                                      |                                          |
| 2013 (40. díjátadó)      | Bill Nighy           | Időről időre                           | About Time                                    | Apa                                       |                                          |
| 2014 (41. díjátadó)      |                      | Richard Armitage                       | A hobbit: Az öt sereg csatája                 | The Hobbit: The Battle of the Five Armies | Tölgypajzsos Thorin (Thorin Oakenshield) |
| 2014 (41. díjátadó)      | Josh Brolin          | Beépített hiba                         | Inherent Vice                                 | Christian F. "Bigfoot" Bjornsen nyomozó   |                                          |
| 2014 (41. díjátadó)      | Samuel L. Jackson    | Amerika Kapitány: A tél katonája       | Captain America: The Winter Soldier           | Nick Fury                                 |                                          |
| 2014 (41. díjátadó)      | Anthony Mackie       | Amerika Kapitány: A tél katonája       | Captain America: The Winter Soldier           | Sam Wilson / Sólyom                       |                                          |
| 2014 (41. díjátadó)      | Andy Serkis          | A majmok bolygója: Forradalom          | Dawn of the Planet of the Apes                | Caesar                                    |                                          |
| 2014 (41. díjátadó)      | J. K. Simmons        | Whiplash                               | Whiplash                                      | Terence Fletcher                          |                                          |
| 2015 (42. díjátadó)      |                      | Adam Driver                            | Star Wars VII. rész – Az ébredő Erő           | Star Wars: The Force Awakens              | Kylo Ren                                 |
| 2015 (42. díjátadó)      | Paul Bettany         | Bosszúállók: Ultron kora               | Avengers: Age of Ultron                       | J.A.R.V.I.S. és Vízió                     |                                          |
| 2015 (42. díjátadó)      | Michael Douglas      | A Hangya                               | Ant-Man                                       | Hank Pym                                  |                                          |
| 2015 (42. díjátadó)      | Walton Goggins       | Aljas nyolcas                          | The Hateful Eight                             | Chris Mannix seriff                       |                                          |
| 2015 (42. díjátadó)      | Simon Pegg           | Mission: Impossible – Titkos nemzet    | Mission: Impossible – Rogue Nation            | Benji Dunn                                |                                          |
| 2015 (42. díjátadó)      | Michael Shannon      | –                                      | 99 Homes                                      | Rick Carver                               |                                          |
| 2016 (43. díjátadó)      |                      | John Goodman                           | Cloverfield Lane 10                           | 10 Cloverfield Lane                       | Howard Stambler                          |
| 2016 (43. díjátadó)      | Chadwick Boseman     | Amerika Kapitány: Polgárháború         | Captain America: Civil War                    | T'Challa / Fekete Párduc                  |                                          |
| 2016 (43. díjátadó)      | Dan Fogler           | Legendás állatok és megfigyelésük      | Fantastic Beasts and Where to Find Them       | Jacob Kowalski                            |                                          |
| 2016 (43. díjátadó)      | Diego Luna           | Zsivány Egyes – Egy Star Wars-történet | Rogue One                                     | Cassian Andor                             |                                          |
| 2016 (43. díjátadó)      | Zachary Quinto       | Star Trek: Mindenen túl                | Star Trek Beyond                              | Spock                                     |                                          |
| 2016 (43. díjátadó)      | Christopher Walken   | A dzsungel könyve                      | The Jungle Book                               | Lajcsi király (King Louie)                |                                          |
| 2017 (44. díjátadó)      |                      | Patrick Stewart                        | Logan – Farkas                                | Logan                                     | Charles Xavier / X Professzor            |
| 2017 (44. díjátadó)      | Harrison Ford        | Szárnyas fejvadász 2049                | Blade Runner 2049                             | Rick Deckard                              |                                          |
| 2017 (44. díjátadó)      | Michael B. Jordan    | Fekete Párduc                          | Black Panther                                 | N'Jadaka / Erik "Killmonger" Stevens      |                                          |
| 2017 (44. díjátadó)      | Michael Keaton       | Pókember: Hazatérés                    | Spider-Man: Homecoming                        | Adrian Toomes / Keselyű                   |                                          |
| 2017 (44. díjátadó)      | Chris Pine           | Wonder Woman                           | Wonder Woman                                  | Steve Trevor                              |                                          |
| 2017 (44. díjátadó)      | Michael Rooker       | A galaxis őrzői vol. 2.                | Guardians of the Galaxy Vol. 2                | Yondu                                     |                                          |
| 2017 (44. díjátadó)      | Bill Skarsgård       | Az                                     | It                                            | Az / Pennywise, a táncoló bohóc           |                                          |
| 2018/2019 (45. díjátadó) |                      | Josh Brolin                            | Bosszúállók: Végtelen háború                  | Avengers: Infinity War                    | Thanos                                   |
| 2018/2019 (45. díjátadó) | John Lithgow         | Kedvencek temetője                     | Pet Sematary                                  | Jud Crandall                              |                                          |
| 2018/2019 (45. díjátadó) | Lin-Manuel Miranda   | Mary Poppins visszatér                 | Mary Poppins Returns                          | Jack                                      |                                          |
| 2018/2019 (45. díjátadó) | Lewis Pullman        | Húzós éjszaka az El Royale-ban         | Bad Times at the El Royale                    | Miles Miller                              |                                          |
| 2018/2019 (45. díjátadó) | Jeremy Renner        | Bosszúállók: Végjáték                  | Avengers: Endgame                             | Clint Barton / Sólyomszem                 |                                          |
| 2018/2019 (45. díjátadó) | Will Smith           | Aladdin                                | Aladdin                                       | Dzsinn                                    |                                          |
| 2018/2019 (45. díjátadó) | Steven Yeun          | Gyújtogatók                            | Beoning                                       | Ben                                       |                                          |
| 2019/2020 (46. díjátadó) |                      | Bill Hader                             | Az – Második fejezet                          | It: Chapter Two                           | Richard "Richie" Tozier                  |
| 2019/2020 (46. díjátadó) | Adam Driver          | Star Wars IX. rész – Skywalker kora    | Star Wars: The Rise of Skywalker              | Kylo Ren                                  |                                          |
| 2019/2020 (46. díjátadó) | Ian McDiarmid        | Star Wars IX. rész – Skywalker kora    | Star Wars: The Rise of Skywalker              | Palpatine                                 |                                          |
| 2019/2020 (46. díjátadó) | Chris Evans          | Tőrbe ejtve                            | Knives Out                                    | Hugh Ransom Drysdale                      |                                          |
| 2019/2020 (46. díjátadó) | Robert Pattinson     | Tenet                                  | Tenet                                         | Neil                                      |                                          |
| 2019/2020 (46. díjátadó) | Donnie Yen           | Mulan                                  | Mulan                                         | Tung parancsnok                           |                                          |

### 2020-as évek
| Év                       | Színész                | Színész                          | Szerep                                   | Magyar cím                                  | Eredeti cím                       |
| 2021/22 50. gála         |                        |                                  |                                          |                                             |                                   |
| ------------------------ | ---------------------- | -------------------------------- | ---------------------------------------- | ------------------------------------------- | --------------------------------- |
| 2021/22 50. gála         |                        | Ke Huy Quan                      | Waymond Wang                             | Minden, mindenhol, mindenkor                | Everything Everywhere All at Once |
| 2021/22 50. gála         | Paul Dano              | Edward Nashton / Rébusz          | Batman                                   | The Batman                                  |                                   |
| 2021/22 50. gála         | Colin Farrell          | Oswald "Oz" Cobb / Pingvin       | Batman                                   | The Batman                                  |                                   |
| 2021/22 50. gála         | Ethan Hawke            | Portyázó                         | Fekete telefon                           | The Black Phone                             |                                   |
| 2021/22 50. gála         | Richard Jenkins        | Ezra Grindle                     | Rémálmok sikátora                        | Nightmare Alley                             |                                   |
| 2021/22 50. gála         | Alfred Molina          | Otto Octavius / Doktor Oktopusz  | Pókember: Nincs hazaút                   | Spider-Man: No Way Home                     |                                   |
| 2021/22 50. gála         | Benedict Wong          | Wong                             | Doctor Strange az őrület multiverzumában | Doctor Strange in the Multiverse of Madness |                                   |
| 2022/23 51. gála         |                        |                                  |                                          |                                             |                                   |
|                          | Nicolas Cage           | Drakula                          | Renfield                                 | Renfield                                    |                                   |
| Robert Downey Jr.        | Lewis Strauss          | Oppenheimer                      | Oppenheimer                              |                                             |                                   |
| Ryan Gosling             | Ken                    | Barbie                           | Barbie                                   |                                             |                                   |
| Michael Keaton           | Bruce Wayne / Batman   | Flash – A Villám                 | The Flash                                |                                             |                                   |
| Stephen Lang             | Miles Quaritch ezredes | Avatar: A víz útja               | Avatar: The Way of Water                 |                                             |                                   |
| Mads Mikkelsen           | Jürgen Voller          | Indiana Jones és a sors tárcsája | Indiana Jones and the Dial of Destiny    |                                             |                                   |
| 2023/2024 (52. díjátadó) |                        |                                  |                                          |                                             |                                   |
|                          | Hugh Jackman           | James "Logan" Howlett / Rozsomák | Deadpool & Rozsomák                      | Deadpool & Wolverine                        |                                   |
| Josh Brolin              | Gurney Halleck         | Dűne: Második rész               | Dune: Part Two                           |                                             |                                   |
| Austin Butler            | Feyd-Rautha Harkonnen  | Dűne: Második rész               | Dune: Part Two                           |                                             |                                   |
| Nicolas Cage             | Dale Kobble / Longlegs | Longlegs – A rém                 | Longlegs                                 |                                             |                                   |
| Willem Dafoe             | Wolf Jackson           | Beetlejuice Beetlejuice          | Beetlejuice Beetlejuice                  |                                             |                                   |
| David Jonsson            | Andy Carradine         | Alien: Romulus                   | Alien: Romulus                           |                                             |                                   |
| Owen Teague              | Noa                    | A majmok bolygója: A birodalom   | Kingdom of the Planet of the Apes        |                                             |                                   |

## Rekordok

### Többszörös győzelmek
2 díj
- Ian McKellen
- Burgess Meredith
- Andy Serkis

### Többszörös jelölések
| 4 jelölés - Ian McKellen - Alan Rickman - Andy Serkis 3 jelölés - Josh Brolin - Harrison Ford - Michael Keaton - John Lithgow - Burgess Meredith - Bill Nighy - Bill Paxton - Christopher Walken | 2 jelölés - Alfred Molina - Javier Bardem - Nicolas Cage - Jeffrey Combs - Scatman Crothers - Willem Dafoe - Robert De Niro - Adam Driver - Robert Englund - Ralph Fiennes - John Goodman - Tom Hardy - Woody Harrelson - Tom Hiddleston - Val Kilmer - Walter Koenig - Stephen Lang - Frank Langella | - Jude Law - Christopher Lloyd - John Malkovich - Ian McDiarmid - Roddy McDowall - Leonard Nimoy - Gary Oldman - Giovanni Ribisi - Tim Roth - Will Smith - Brent Spiner - Patrick Stewart - Max von Sydow - Stanley Tucci - Christoph Waltz - Billy Dee Williams - Robin Williams |

## Fordítás
- Ez a szócikk részben vagy egészben  a   Saturn Award for Best Supporting Actor című angol Wikipédia-szócikk fordításán alapul.  Az eredeti cikk szerkesztőit annak laptörténete sorolja fel. Ez a jelzés csupán a megfogalmazás eredetét és a szerzői jogokat jelzi, nem szolgál a cikkben szereplő információk forrásmegjelöléseként.